# Coca de mestall
Les coques de mestall són un menjar típic de la Valldigna, una subcomarca històrica que actualment es troba inclosa administrativament a la comarca de la Safor, al litoral central del País Valencià.
Es tracta d'unes coques de base circular (encara que se'n poden trobar amb forma quadrada) fetes a base d'una part de farina de dacsa i una altra part de farina de forment mesclada amb oli d'oliva, rent de pastilla o "de París", i sal. Al damunt s'hi sol posar embotit (llonganissa, botifarra d'arròs o de ceba), trossos de cansalada o sardina salada. Normalment es posen dues peces al damunt de la coca (o més, variant al gust del consumidor). Una vegada feta la massa i col·locades les peces d'embotit o peix es posen a coure al forn durant aproximadament vint minuts o mitja hora. Se serveix calenta, acabada de fer, ja que una vegada es gela es queda eixuta i corretjonosa.
La coca de mestall tradicionalment es preparava els diumenges, però a Tavernes de la Valldigna també se'n feia en dijous, ja que és dia de mercat. Actualment es fa de manera industrial als forns de les localitats de la Valldigna, i prèvia comanda, es pot aconseguir gairebé tots els dies de la setmana. Cal dir que a les cases encara hi ha costum de fer-les de manera casolana.